# Oman vrbolistý

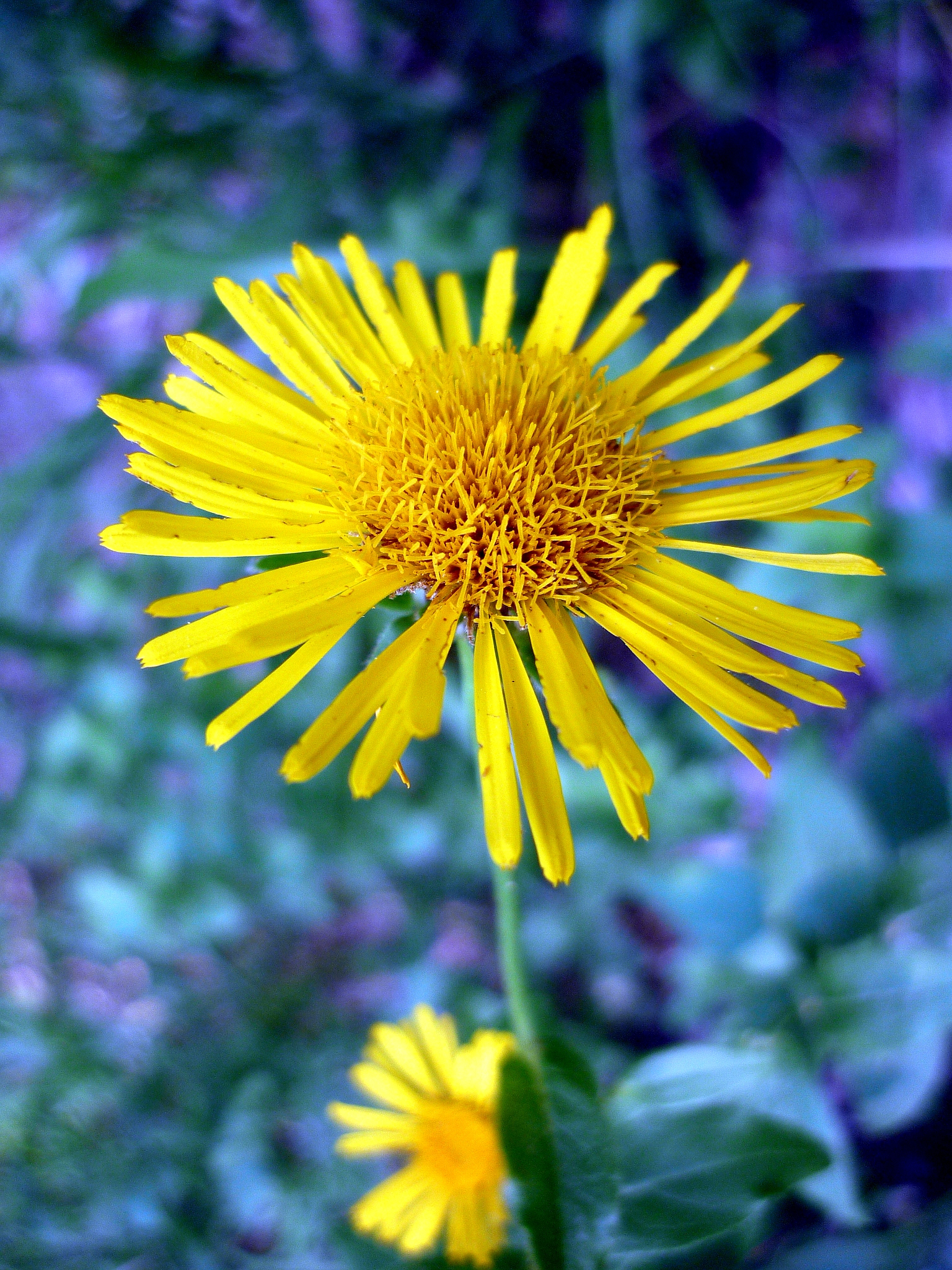
Úbor

Oman vrbolistý (Inula salicina) je vytrvalá bylina, která v době kvetení dorůstá do výše okolo půl metru. V české krajině je původní druh a nejčastěji roste na světlých, travnatých stráních, kde kvete v průběhu letních měsíců žlutými květy sestavenými do úborů.
Protože existují výrazné znaky upozorňující na jeho ústup z české přírody, je v "Červeném seznamu cévnatých rostlin České republiky" zařazen mezi vzácnější, potenciálně ohrožené druhy, jejichž populace vyžadují další pozornost (C4a).

## Rozšíření
Areál druhu zaujímá převážnou část mírného pásma Eurasie. Roste téměř v celé Evropě, vyjma Britských ostrovů a severní části Skandinávie. Jižním směrem se vyskytuje po střední Itálii a sever Balkánského poloostrova. Na východ je přes evropské Rusko rozšířen do oblasti Kavkazu a dále přes Sibiř, Střední Asii a severní Čínu sahá až na ruský Dálný východ, Korejský poloostrov a do Japonska. Jihovýchodním směrem je rozšířen po Blízkém východě a v Iráku a Íránu. Zavlečen byl do východních oblastí na severu Spojených států amerických.
V ČR se vyskytuje nejvíce v nížinách a pahorkatinách, hlavně v teplých oblastech severozápadních, středních a východních Čech i na jižní, jihovýchodní a východní Moravě. V některých oblastech, např. v západních Čechách, Podkrkonoší a na severní Moravě, se druh nevyskytuje vůbec a jinde jen roztroušeně.

## Ekologie
Hemikryptofyt rostoucí na výslunných stráních, slatinných loukách i ve světlých listnatých lesích a křovinách. Vyskytuje se na mokrých i suchých, hlinitých až jílovitých půdách s dostatkem humusu, obvykle na opukách i dalších místech s bazickým podložím, vyhovují mu celoročně teplejší polohy.
V prvém roce po vyrašení ze semene vytvoří listy přízemní růžici, ze které v následných létech vyrůstá lodyha s úbory; během kvetení jsou listy růžice stále zelené. Kvete v červenci a srpnu. Ploidie druhu je 2n = 16.

## Popis
Vytrvalá, až 60 cm vysoká bylina se zelenou lodyhou, která je přímá, v horní části řídce větvená a v dolní části chlupatá. Vyrůstá z horizontálního, široce rozvětveného, červenohnědého oddenku. Je střídavě hustě porostlá jednoduchými, přisedlými, celistvými listy dlouhými 35 až 90 mm a širokými 10 až 35 mm. Čepele mají podlouhlé až kopinaté, na bázi srdčité až poloobjímavé, na vrcholu tupě špičaté, po obvodě drsné a často obloukově prohnuté. Na spodu čepelí je nápadná vystupující síťnatá žilnatina.
Úbory se žlutými květy jsou velké 2,5 až 5,5 cm a vyrůstají jednotlivě, nebo jsou uspořádané v řídkých, až tříčetných chocholičnatých květenstvích. Zákrov je polokulovitý, zákrovní listeny ve více řadách jsou střechovitě uspořádané, vnější jsou kopinaté až vejčité, asi 6 mm dlouhé a dolní část mají blanitou, vnitřní jsou čárkovité a dlouhé asi 10 mm. Květy jsou oboupohlavné, mají pět tyčinek s prašníky a dvě čnělky s bliznami. Ve středu terče zákrovu jsou květy trubkovité, které mají vespod srostlou, pěticípou korunu asi 7 mm dlouhou. Po obvodě je 35 až 70 paprskujících jazykovitých květů s až 20 mm dlouhou ligulou zakončenou třemi zuby.
Květy jsou opylovány létajícím hmyzem. Plod je hnědá, lysá, žebernatá, až 2 mm dlouhá nažka, která má asi 10 mm dlouhý bílý chmýr složený z mnoha krátkých pérovitých paprsků.
Rostlina se rozšiřuje na větší vzdálenosti větrem rozptylovanými semeny (nažkami) a do nejbližšího okolí rozrůstajícím se oddenkem. Oman vrbolistý bývá někdy vyséván do okrasných přírodních trávníků s vyššími bylinami nebo do větších skalek, byly vypěstované okrasné kultivary s mnoha úbory květů.